# Мітья Робар
Мітья Робар (словен. Mitja Robar; 4 січня 1983, м. Марибор, Югославія) — словенський хокеїст, захисник. Виступає за «Крефельд Пінгвін» у Німецькій хокейній лізі.
Вихованець хокейної школи ХК «Марибор». Виступав за ХК «Марибор», «Славія» (Любляна), «Олімпія» (Любляна), ХК «Єсеніце», «Оскарсгамн», «Лукко» (Раума), «Млада-Болеслав».
У складі національної збірної Словенії учасник чемпіонатів світу 2004 (дивізіон I), 2005, 2006, 2007 (дивізіон I), 2008, 2009 (дивізіон I) і 2011. У складі молодіжної збірної Словенії учасник чемпіонатів світу 2002 (дивізіон I) і 2003 (дивізіон I). У складі юніорської збірної Словенії учасник чемпіонатів світу 2000 (дивізіон I) і 2001 (дивізіон II).

## Досягнення
- Чемпіон Словенії (2008, 2009, 2010, 2011).